# Pisionidens indica
Pisionidens indica är en ringmaskart som först beskrevs av Aiyar och Alikuhni 1940.  Pisionidens indica ingår i släktet Pisionidens och familjen Pisionidae. Inga underarter finns listade i Catalogue of Life.